# Gilbert Duprez
Gilbert-Louis Duprez (París, Illa de França, 6 de desembre de 1806 - ibid., 23 de setembre de 1896) fou un tenor francès, professor de cant i compositor que assolí la fama per ser el primer a arribar al Do5 amb veu de pit. També fou el primer a interpretar el rol d'Edgardo a l'òpera Lucia di Lammermoor l'any 1835.
Des de la infància mostrà grans aficions per la música, assistint a l'escola dirigida pel cèlebre Choron. Per primera vegada va treballar en el Théâtre de l'Odéon interpretant l'Almaviva de Le nozze di Figaro (1825). Malgrat que fou ben acollit, res feia suposar el seu brillant esdevenidor.
Casat amb Alexandrina Duperron, ambdós emprengueren una gira per Itàlia que començà a Milà i acabà al teatro San Carlo de Nàpols, sent molt ben acollit en tota la gira. Precedit d'una fama immensa, el 1836 retornà a París, debutant amb el Guillaume Tell de Rossini i produint un verdader entusiasme. L'Òpera el va retenir durant deu anys, en els quals interpretà els tenors dramàtics clàssics d'una manera magistral. Vers el 1848 les seves facultats anaren minvant, i llavors es retirà discretament, canviant l'escena pel professorat.
Des del 1842, ja desenvolupava una càtedra en el Conservatori, i el 1850 fundà una escola particular, d'on sortiren artistes notables com els francesos Pol Henri Plançon, Marie Marimon i Adela Victorina Isaac, Élise Masson, l'alemany Albert Niemann.

## Obra
Duprez volgué assajar-se com a compositor, però s'ha de confessar que no fou gaire afortunat en aquesta vessant. Feu representar, amb molt escàs èxit:
- L'Abime de la Maladetta (Brussel·les, 1851)
- Joanita ou la Fille des boucaniers (1852)
- La lettre au bon Dieu (1853)
- Jeanne d'Arc (1865)
- Jelyotte
- Le Jugement dernier, oratori.

Així mateix és autor de dues obres didàctiques L'Art du Chant i La Melodie. I de les obres literàries:
- Souvenirs d'un chanteur (1880)
- Joyeusetés d'un chanteur dramatique (1882)
- Graines d'artistes (1884)
- Récréations de mon grand âge (1888).